# Heinrich Rönneburg

Heinrich Rönneburg

Heinrich Rönneburg (* 8. Januar 1887 in Braunschweig; † 1. September 1949 in Wolfenbüttel) war ein deutscher Pädagoge, Ministerialbeamter und Politiker (DDP, DStP, später CDU).

## Leben und Beruf
Rönneburg wurde als Sohn eines Tischlers geboren. Nach dem Besuch der Bürgerschule absolvierte er von 1901 bis 1907 das Lehrerseminar in Braunschweig. Er bestand 1911 das Staatsexamen als Lehrer und war anschließend bis 1918 als Volksschullehrer in Braunschweig tätig. Daneben engagierte er sich in der Lehrervereinsbewegung und gründete 1917 die Landesbeamtenorganisation Braunschweig, die er bis 1919 als Erster Vorsitzender leitete. Rönneburg hatte 1907/08 als Einjährig-Freiwilliger Militärdienst geleistet, zuletzt als Vizefeldwebel der Reserve. Er nahm als Soldat am Ersten Weltkrieg teil, wurde im August 1914 bei Stallupönen schwer verwundet und daraufhin mit dem Eisernen Kreuz II. Klasse ausgezeichnet. Nach 15 Monaten Aufenthalt in einem Lazarett wurde er aus dem Militärdienst entlassen.
Rönneburg beteiligte sich an der Gründung des braunschweigischen Kleinbauern- und Pächterverbandes, dessen Vorstand er bis 1922 angehörte. Er war seit 1929 Staatskommissar für die Ostpreußenhilfe und übernahm 1930 sowie erneut von 1931 bis 1933 die Stellvertretung des Reichskommissars für die  Osthilfe bzw. für die vorstädtische Siedlung, zuletzt als Ministerialdirektor. Von Oktober 1944 bis März 1945 wurde er von der  Gestapo inhaftiert.

## Partei
Rönneburg trat 1918 in die DDP ein, aus der 1930 die Deutsche Staatspartei (DStP) hervorging. Er war von 1918 bis 1928 stellvertretender Landesvorsitzender der DDP in Braunschweig und daneben Vorsitzender des Agrarausschusses der Partei auf Reichsebene. Er arbeitete im Verein zur Abwehr des Antisemitismus mit.
Nach dem Zweiten Weltkrieg schloss er sich der CDU an.

## Abgeordneter
Rönneburg war von 1918 bis 1920 Stadtverordneter in Braunschweig. Von 1918 bis 1924 sowie 1927/28 war er Landtagsabgeordneter in Braunschweig und dort von 1918 bis 1922 Vorsitzender der DDP-Fraktion. Bei der Reichstagswahl im Mai 1924 wurde er in den Deutschen Reichstag gewählt, dem er bis 1930 angehörte. Vom 1. September bis zum 10. Dezember 1948 war er Mitglied des Parlamentarischen Rates.

## Öffentliche Ämter
Rönneburg amtierte vom 26. Juni 1919 bis zum 22. Juni 1920 als Staatsminister für Schule sowie vom 23. Mai 1922 bis zum 24. Dezember 1924 als Staatsminister für Inneres, Polizei und Wirtschaft in den von Ministerpräsident Heinrich Jasper geführten Landesregierungen des Freistaates Braunschweig. Von 1928 bis 1930 war er Landrat des Kreises Franzburg-Barth. 1945 wurde er als Landrat im Kreis Wolfenbüttel eingesetzt, wo er 1946/47 als Oberkreisdirektor fungierte.